# Lorenzo Feliciati
Lorenzo Feliciati (Siena, 1732 – Siena, 1799) è stato un pittore italiano.

## Biografia
Nato a Siena in una famiglia di pittori, fu allievo del maestro pubblico di disegno Niccolò Franchini ed è ricordato come uno dei pochi pittori senesi della seconda metà del XVIII secolo ad avere avuto una carriera particolarmente fortunata e di rilievo, se non l'unico.
Tra il 1760 e il 1767 collaborò a vari ritratti con l'incisore Raimondo Faucci per varie pubblicazioni, mentre venne incaricato dall'Accademia dei Fisiocritici di realizzare disegni di anatomia per gli Atti degli Accademici Fisiocritici, tomi III e IV, con incisioni di Giovanni Domenico Olmi. Nel 1770 tentò lui stesso l'attività di incisore con un'acquaforte della Beata Vergine di San Biagio a Porta Ovile in processione per la dominica in albis. Nel 1771 divenne direttore della scuola di disegno dell'Università di Siena. Nel 1772 realizzò un dipinto raffigurante Il popolo senese che implora la Madonna per l'altare destro della chiesa di San Pellegrino alla Sapienza. Nel 1783, alla morte del Franchini, gli succedette come maestro pubblico di disegno, rimanendovi fino al 1794.
Realizzò numerosi dipinti a Siena e nel contado senese, come ricordato anche da Ettore Romagnoli (1840), molti dei quali tuttavia dispersi o di difficile individuazione. Fu particolarmente attivo per le commissioni delle Compagnie laicali, e anche per le Compagnie di carità nel periodo delle soppressioni delle congregazioni religiose (1786-1792).

## Opere
- Madonna del Rosario e San Matteo e l'angelo, stendardo della Compagnia del Rosario, chiesa dei Santi Margherita e Matteo, Siena.
- Madonna col Bambino, cappella di Santa Maria Assunta, L'Amorosa, Sinalunga.
- San Sebastiano, chiesa della Misericordia, Rapolano Terme.
- Il popolo senese che implora la Madonna, chiesa di San Pellegrino alla Sapienza, Siena.